# Forces Françaises de L'Intérieur
Forces françaises de l'intérieur (FFI) er navnet på den franske modstandsbevægelse, som blev dannet den 1. februar 1944 efter en ihærdig indsats af Jacques Bingen, og som omfattede alle hemmelige militære modstandsgrupper i Frankrig:
- den gaullistiske l'Armée secrète,
- den kommunistiske Francs-tireurs et partisans og
- den giraudiske Organisation de résistance de l'armée. I FFI spillede den gaullistiske general Jacques Chaban-Delmas også en vigtig rolle.

FFI, som fra marts 1944 stod under kommando af general Marie-Pierre Koenig spillede en ikke uvæsentlig rolle under forberedelsen og gennemførelsen af Operation Overlord – invasionen og den efterfølgende befrielse af Frankrig.
Den 2. september 1944 blev i alt 80 tyske krigsfanger skudt af FFI (40 fra opsamlingslejren Annecy og 40 fra lejren St. Pierre de Rumilly). De fleste var blevet taget til fange kort tid inden.
Oberst Henri Rol-Tanguy havde kommandoen over FFI under befrielsen af Paris i august 1944.

## Eksterne kilder
- http://perso.wanadoo.fr/lepoilu/ww2/ww2history.htm Arkiveret 14. februar 2006 hos  Wayback Machine
- Henri Rol-Tanguy, Oberst i modstandsbevægelsen, der den 18. august 1944 udløste den franske befolknings opstand og den 25. august modtog den tyske kapitulation på vegne af general Leclerc. (fransk)